# تیم ملی فوتبال آنتیگوا و باربودا
تیم ملی فوتبال آنتیگوا و باربودا نمایندهٔ کشور آنتیگوا و باربودا در مسابقات بین‌المللی است که زیر نظر فدراسیون فوتبال آنتیگوا و باربودا فعالیت می‌کند.
اولین بازی رسمی این تیم در تاریخ ۱۰ نوامبر ۱۹۷۲ میلادی در برابر تیم ملی فوتبال ترینیداد و توباگو برگزار شده‌است.

## نگارخانه

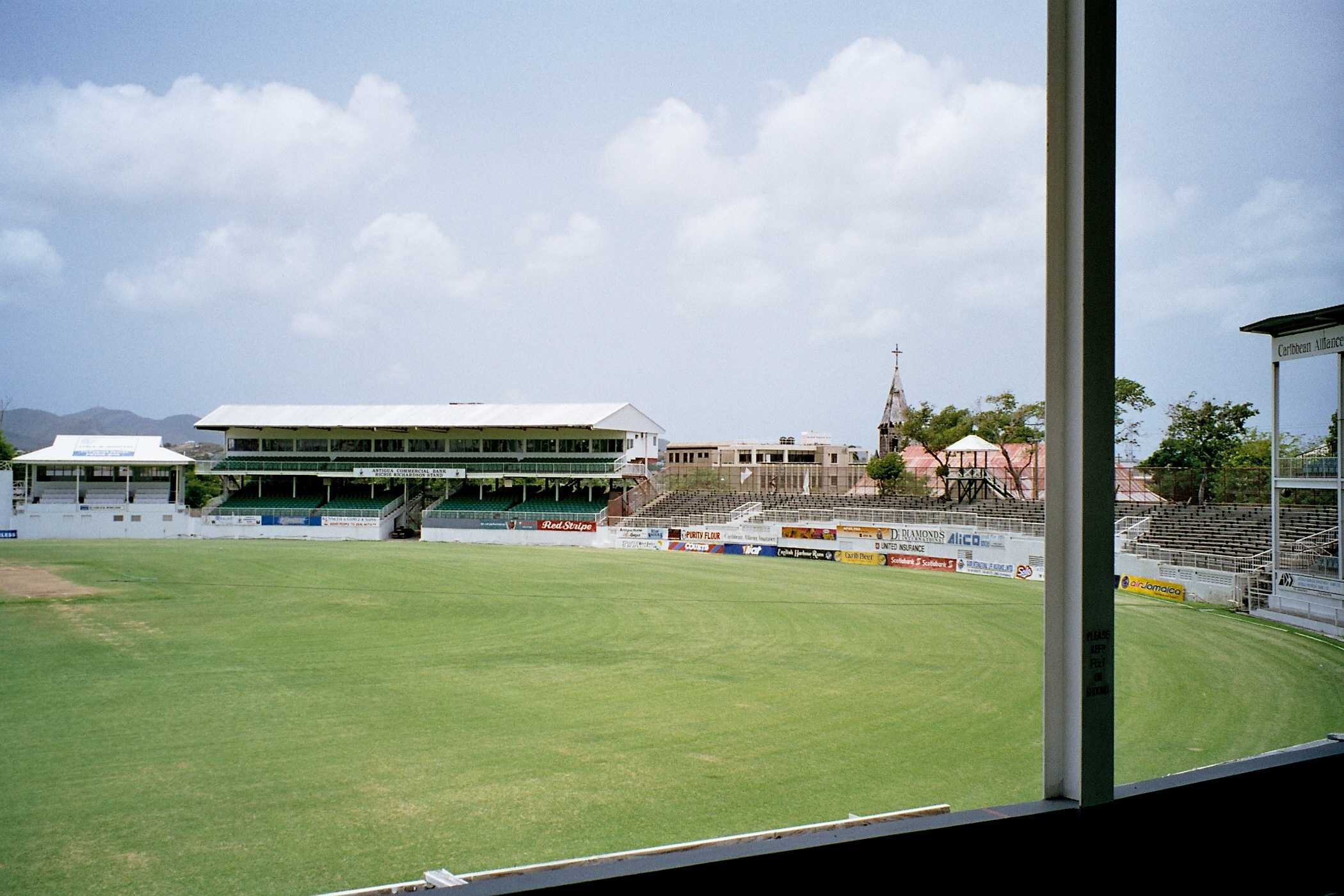
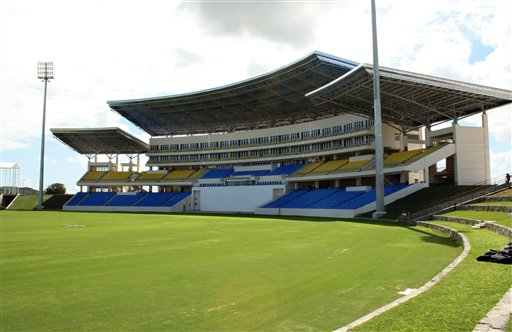